# Aljechin (schaakopening)
De Aljechinverdediging is een opening in het schaken, die zich kenmerkt door de zetten 1.e4 Pf6. Allgaier analyseerde deze verdediging in 1811 en Aleksandr Aljechin maakte haar in de jaren twintig van de 20e eeuw populair. Hij heeft zich slechts in een twintigtal partijen van deze opening bediend. Bobby Fischer heeft de opening verschillende keren gespeeld, onder meer in zijn match tegen Boris Spasski. 
Het is een opening in de halfopen spelen, en ze valt onder ECO-code B02. De zet 1...Pf6 doet vreemd aan omdat wit met 2.e5 een breed centrum krijgt. Het idee is echter dat zwart de pionnen naar voren lokt en het witte centrum met zetten als ...d6 ondermijnt.

## Varianten
| Scandinavisch   | 1.e4 Pf6 2.Pc3 d5                                                                    |
| Krejcik         | 1.e4 Pf6 2.Lc4                                                                       |
| Mokele Mbembe   | 1.e4 Pf6 2.e5 Pe4                                                                    |
| sluitvariant    | 1.e4 Pf6 2.d3                                                                        |
| Wellingvariant  | 1.e4 Pf6 2.e5 Pd5 3.b3                                                               |
| Steinervariant  | 1.e4 Pf6 2.e5 Pd5 3.c4 Pb6 4.b3                                                      |
| Laskervariant   | 1.e4 Pf6 2.e5 Pd5 3.c4 Pb6 4.c5                                                      |
| O'Sullivan      | 1.e4 Pf6 2.e5 Pd5 3.d4 b5                                                            |
| Baloghvariant   | 1.e4 Pf6 2.e5 Pd5 3.d4 d6 4.Lc4                                                      |
| ruilvariant     | 1.e4 Pf6 2.e5 Pd5 3.d4 d6 4.c4 Pb6 5.exd6                                            |
| Karpov          | 1.e4 Pf6 2.e5 Pd5 3.d4 d6 4.c4 Pb6 5.exd6 cxd6 6.Pf3 g6 7.Le2 Lg7 8.0-0              |
| vierpionnenspel | 1.e4 Pf6 2.e5 Pd5 3.d4 d6 4.c4 Pb6 5.f4                                              |
| Korchnoi        | 1.e4 Pf6 2.e5 Pd5 3.d4 d6 4.c4 Pb6 5.f4 dxe5 6.fxe5 Lf5 7.Pc3 e6 8.Pf3 Le7 9.Le2 0-0 |
| Tartakower      | 1.e4 Pf6 2.e5 Pd5 3.d4 d6 4.c4 Pb6 5.f4 dxe5 6.fxe5 Pc6                              |
| Argunovvariant  | 1.e4 Pf6 2.e5 Pd5 3.d4 d6 4.c4 Pb6 5.f4 dxe5 6.fxe5 c5                               |
| fianchetto      | 1.e4 Pf6 2.e5 Pd5 3.d4 d6 4.c4 Pb6 5.f4 g6                                           |
| modern          | 1.e4 Pf6 2.e5 Pd5 3.d4 d6 4.Pf3                                                      |
| Larsen          | 1.e4 Pf6 2.e5 Pd5 3.d4 d6 4.Pf3 dxe5                                                 |
| Schmid          | 1.e4 Pf6 2.e5 Pd5 3.d4 d6 4.Pf3 Pb6                                                  |
| Keresvariant    | 1.e4 Pf6 2.e5 Pd5 3.d4 d6 4.Pf3 g6 5.Lc4 Pb6 6.Lb3 Lg7 7.a4                          |
| Flohrvariant    | 1.e4 Pf6 2.e5 Pd5 3.d4 d6 4.Pf3 Lg4 5.Le2 c6                                         |
| Panovvariant    | 1.e4 Pf6 2.e5 Pd5 3.d4 d6 4.Pf3 Lg4 5.h3                                             |
| Vitolins        | 1.e4 Pf6 2.e5 Pd5 3.d4 d6 4.Pf3 Lg4 5.c4 Pb6 6.d5                                    |